# Territoriale indeling van Amazonas (Brazilië)

Amazonas

De Braziliaanse deelstaat Amazonas is ingedeeld in 4 mesoregio's, 13 microregio's en 62 gemeenten.

## Mesoregio Centro Amazonense
6 microregio's, 30 gemeenten

### Microregio Coari
6 gemeenten:
Anamã -
Anori -
Beruri -
Caapiranga -
Coari -
Codajás

### Microregio Itacoatiara
5 gemeenten:
Itacoatiara -
Itapiranga -
Nova Olinda do Norte -
Silves -
Urucurituba

### Microregio Manaus
7 gemeenten:
Autazes -
Careiro -
Careiro da Várzea -
Iranduba -
Manacapuru -
Manaquiri -
Manaus

### Microregio Parintins
7 gemeenten:
Barreirinha -
Boa Vista do Ramos -
Maués -
Nhamundá -
Parintins -
São Sebastião do Uatumã -
Urucará

### Microregio Rio Preto da Eva
2 gemeenten:
Presidente Figueiredo -
Rio Preto da Eva

### Microregio Tefé
3 gemeenten:
Alvarães -
Tefé -
Uarini

## Mesoregio Norte Amazonense
2 microregio's, 6 gemeenten

### Microregio Japurá
2 gemeenten:
Japurá -
Maraã

### Microregio Rio Negro
4 gemeenten:
Barcelos -
Novo Airão -
Santa Isabel do Rio Negro -
São Gabriel da Cachoeira

## Mesoregio Sudoeste Amazonense
2 microregio's, 16 gemeenten

### Microregio Alto Solimões
9 gemeenten:
Amaturá -
Atalaia do Norte -
Benjamin Constant -
Fonte Boa -
Jutaí -
Santo Antônio do Içá -
São Paulo de Olivença -
Tabatinga -
Tonantins

### Microregio Juruá
7 gemeenten:
Carauari -
Eirunepé -
Envira -
Guajará -
Ipixuna -
Itamarati -
Juruá

## Mesoregio Sul Amazonense
3 microregio's, 10 gemeenten

### Microregio Boca do Acre
2 gemeenten:
Boca do Acre -
Pauini

### Microregio Madeira
5 gemeenten:
Apuí -
Borba -
Humaitá -
Manicoré -
Novo Aripuanã

### Microregio Purus
3 gemeenten:
Canutama -
Lábrea -
Tapauá
Acre · Alagoas · Amapá · Amazonas · Bahia · Ceará · Espírito Santo · Federaal District · Goiás · Maranhão · Mato Grosso · Mato Grosso do Sul · Minas Gerais · Pará · Paraíba · Paraná · Pernambuco · Piauí · Rio de Janeiro · Rio Grande do Norte · Rio Grande do Sul · Rondônia · Roraima · Santa Catarina · São Paulo · Sergipe · Tocantins